# Zhao Leji
Zhao Leji (en xinès  赵乐际 ), (Xining 1957) és un polític xinès, membre del Comitè Permanent del Politburó del Partit Comunista de la Xina (2017-). A partir del 10 de març de 2023 President de la Comissió Permanent de l'Assemblea Popular Nacional de la Xina.

## Biografia
Va néixer el 8 de març de 1957 a Xining, província de Qinghai al nord-oest de la Xina., en una família originaria de Xi'an, lligada a càrrecs del Partit. El 1975 va ingressar al Partit Comunista.
Tant el seu pare (que segons algunes fonts era amic del pare Xi Jinping) com el seu germà Zhao Leqin han ocupat càrrecs de rellevància política. Aquest darrer va ser Secretari del partit a Shaanxi, i a Shanyang i alcalde de Hanzhong.
Durant la Revolució Cultural (1974-75) Zhao va ser enviat a una comuna agrícola de Hedong de la província de Qinghai, on va formar part del grup d'estudiants que van ser anomenats com "estudiants treballadors, camperols i soldats". Posteriorment (1977-80) va estudiar filosofia a la Universitat de Pequín. Després de la seva graduació va tornar a Qinghai on va iniciar la seva carrera política. Entre 1980 i 1982 va fer de professor a l'Escola Provincial de Comerç de Qinghai.
A l'Acadèmia Xinesa de Ciències Socials va formar-se en temes de banca i finances (1996-98) i a l'Escola del Partit va fer un post-grau en Política (2002-2005).

## Càrrecs ocupats
Ha ocupat diversos càrrecs tant a nivell local, provincial com estatal. Quan va ser nomenat governador de Qinghai a l'edat de 42 anys, va ser la persona més jove del país a ocupar aquesta posició. En aquesta província va desenvolupar una part important de la seva carrera, ocupant diversos càrrecs entre 1980 i el 2007. fins que va passar a la província de Shaanxi com a Secretari del Comitè Provincial.
Des del 2012 ha estat el Cap del Departament d'Organització del partit que supervisa la presència de totes les institucions estatals, dels ministeris i de les empreses estatals en el mitjans de comunicació i les universitats públiques.Anteriorment (2007-2012) va ser secretari del PCX a Shaanxi.
L'octubre de 2017 va ser nomenat membre del Comitè Permanent del Politburó del PCX, sent el més jove dels seus set components. L'octubre del 2022 va tornar a ser nomenat membre del Comitè Permanent.
Després de la primera sessió plenària del 20è Comitè Central del PCC, Zhao va ser reelegit com a membre del Comitè Permanent del Politburó, convertint-se en el seu tercer membre. El març de 2023, va ser nomenat president del Comitè Permanent de l'Assemblea Popular Nacional, succeint a Li Zhanshu.
El maig de 2023, Zhao va visitar el Senegal i el Marroc. L'abril de 2024, Zhao va visitar Corea del Nord, convertint-lo en el funcionari xinès de més alt nivell que ha visitat Corea del Nord des que Xi Jinping va visitar Corea del Nord el 2019. Durant la visita, Zhao va mantenir una reunió amb el seu homòleg nord-coreà Choe Ryong-hae, president del cos legislatiu de Corea del Nord i líder nord-coreà Kim Jong Un.
El març de 2024, durant una reunió del Comitè Permanent de l'APN, Zhao Leji es va comprometre a revisar la Llei d'Educació de Defensa Nacional centrant-se en "modernitzar el sistema i la capacitat de la seguretat nacional de la Xina". També va assenyalar canvis a la Llei de seguretat.

## Referències

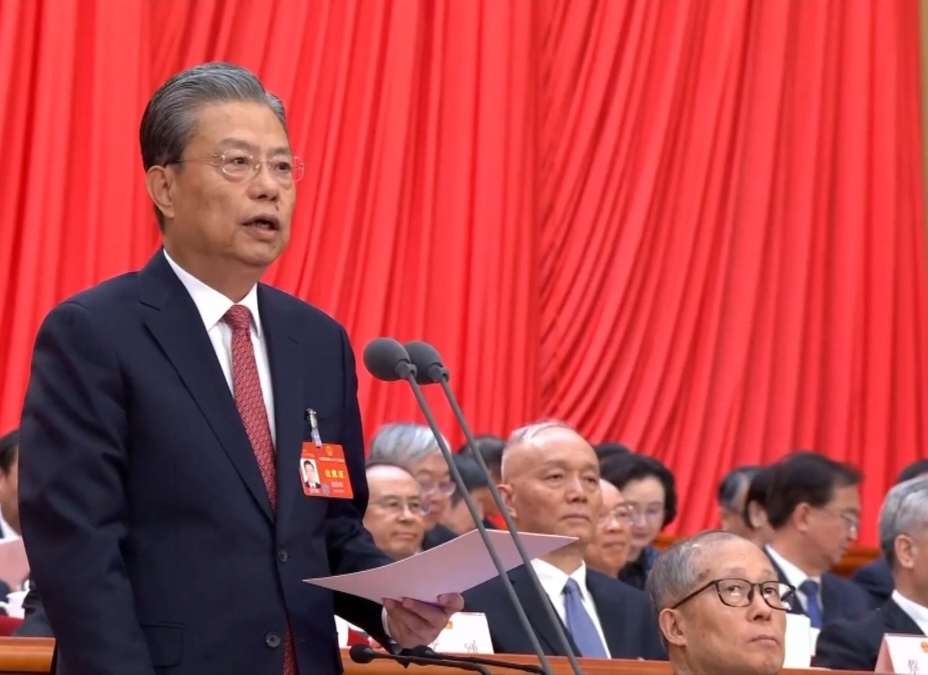
Zhao Leji Segona Sessió de L'Assemblea Nacional de la Xina, 2024